# Petr Kocman (fotbalista)
Petr Kocman (1. srpna 1970 Brno – 9. prosince 2009 Dálnice D1 u Kývalky) byl český fotbalový záložník. Jeho otec Pavel Kocman a strýc Zdeněk Kocman byli rovněž prvoligovými fotbalisty.

## Škola
- Gymnázium Brno, třída Kapitána Jaroše – maturita v roce 1988[2]

## Fotbalová kariéra
Odchovanec Zbrojovky Brno, dorostenecký mistr 1987/88. V 1. lize za ni odehrál 170 utkání a vstřelil 7 gólů, ve druhé lize za Brno odehrál 21 utkání a dal 1 gól. V evropských pohárech odehrál 11 utkání. Po skončení profesionální kariéry hrál v nižších soutěžích za Rosice a ve Zbrojovce působil jako trenér mládeže a fotbalový funkcionář.
Zemřel na dálnici, když jej při výměně kola srazil kamion.  Na jeho počest se koná fotbalový Memoriál Petra Kocmana.

### Prvoligová bilance
| Ročník                                   | Zápasy | Góly | Klub                  |
| ---------------------------------------- | ------ | ---- | --------------------- |
| 1. československá fotbalová liga 1992/93 | 24     | 0    | FC Boby Brno          |
| 1. česká fotbalová liga 1993/94          | 22     | 2    | FC Boby Brno          |
| 1. česká fotbalová liga 1994/95          | 27     | 2    | FC Boby Brno          |
| 1. česká fotbalová liga 1995/96          | 22     | 1    | FC Boby Brno          |
| 1. česká fotbalová liga 1996/97          | 19     | 0    | FC Boby Brno          |
| 1. česká fotbalová liga 1997/98          | 21     | 0    | FC Boby Brno          |
| 1. Gambrinus liga 1998/99                | 13     | 0    | FC Boby Brno          |
| 1. Gambrinus liga 1999/00                | 22     | 2    | FC Stavo Artikel Brno |
| LIGA CELKEM                              | 170    | 7    |                       |